# جورج ر. كاري
جورج ر. كاري (بالإنجليزية: George R. Carey)‏ هو مخترِع أمريكي،ولد عام  (1851 – 1906 م).